# デュワグカー (キール市電)

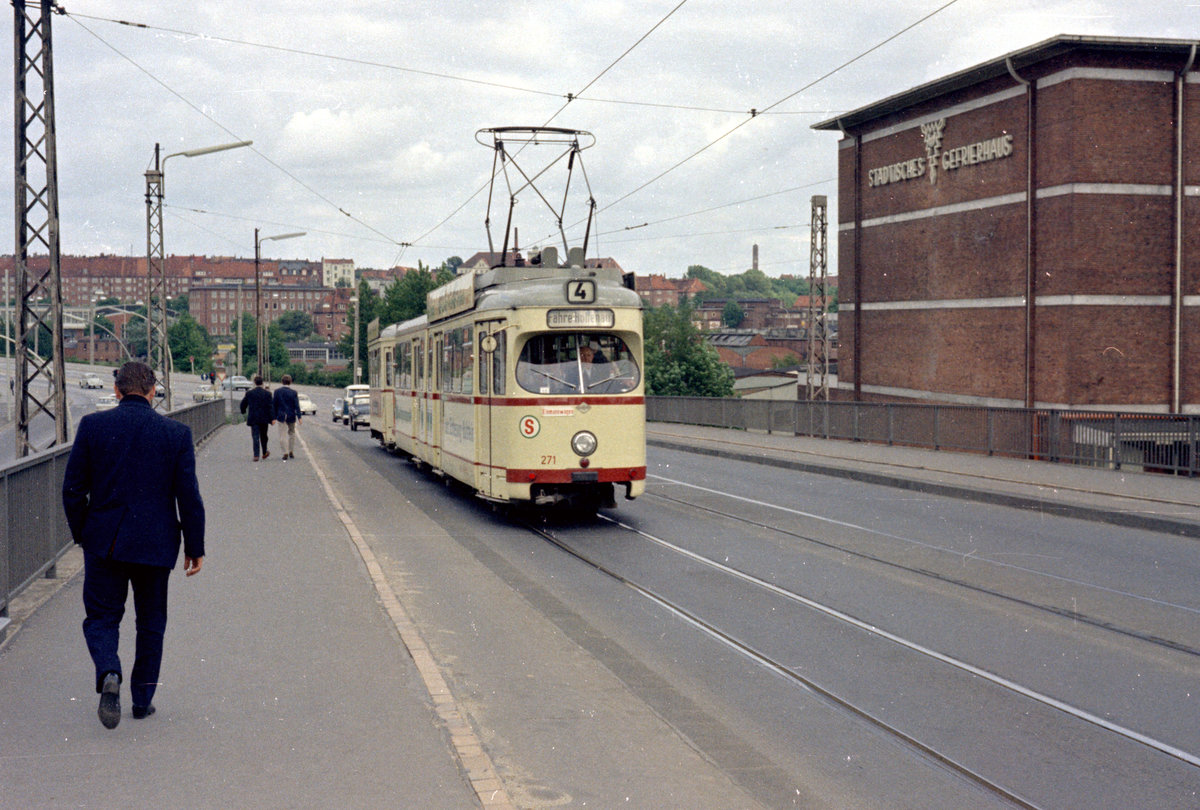
2車体連接車（1968年撮影）

この項目では、かつてドイツの都市・キールに存在した路面電車（キール市電）のうち、デュッセルドルフに存在したデュッセルドルフ車両製造（→デュワグ）が製造した電車について解説する。ボギー車と2車体連接車の2種類が導入され、1985年の全線廃止まで使用された。

## ボギー車
かつてキール市電を運営していたキール交通が近代化の一環として導入した、従来の2軸車から収容力を増やした大型ボギー車。製造は1957年から始まり、1958年1月14日から最初の車両の営業運転が開始され、同年までに12両（241 - 252）が導入された。これらの車両の製造費用は1両あたり150,000 ドイツマルクであった。
製造メーカーのデュッセルドルフ車両製造はドイツを始めとした他都市の路面電車へ向けてもボギー車の製造を実施していたが、キール市電向けのボギー車は複数の相違点が存在した。
- 前面形状 - キール市電向けのボギー車は、後述する連接車と同四の傾斜した2枚の前面窓を先頭部に有していた。
- 車両の全長 - キール市電向けのボギー車の全長は13.4 mで、他都市のボギー車と比べ約0.6 m短かった。
- 動力台車 - デュッセルドルフ車両製造製の路面電車車両の多くは1つの動力台車に1基の主電動機が配置されていたが、キール市電向けのボギー車は前方の台車に2基の主電動機が搭載された一方で後方の台車に動力は設置されていなかった。
- 制御装置 - 制御装置はキーペ（ドイツ語版）製の多段制御方式のものが搭載された。

営業運転開始当初、これらのボギー車は車掌業務が存在しており、乗客は後方・中央扉から乗車し前方の扉から降車する流れであった。その後、車掌業務を排した信用乗車方式の導入により全ての扉からの乗降が可能になった事に伴い、1966年以降前方の扉を片開きから両開きとする改造が実施された。また、同年からは1列車ごとの定員増加を目的とした連結運転の実施に合わせて総括制御方式への対応工事も行われ、以降は基本的に最大223人が輸送可能な2両編成で運用されるようになった。
キール市電廃止後はほとんどの車両が解体されたが、レストランへの改装計画が存在した1両（421）のみ残存し、その計画が破棄された後交通愛好・博物館鉄道協会（VVM）に譲渡され、長期に渡る修繕工事を経て2003年から動態保存が行われている。

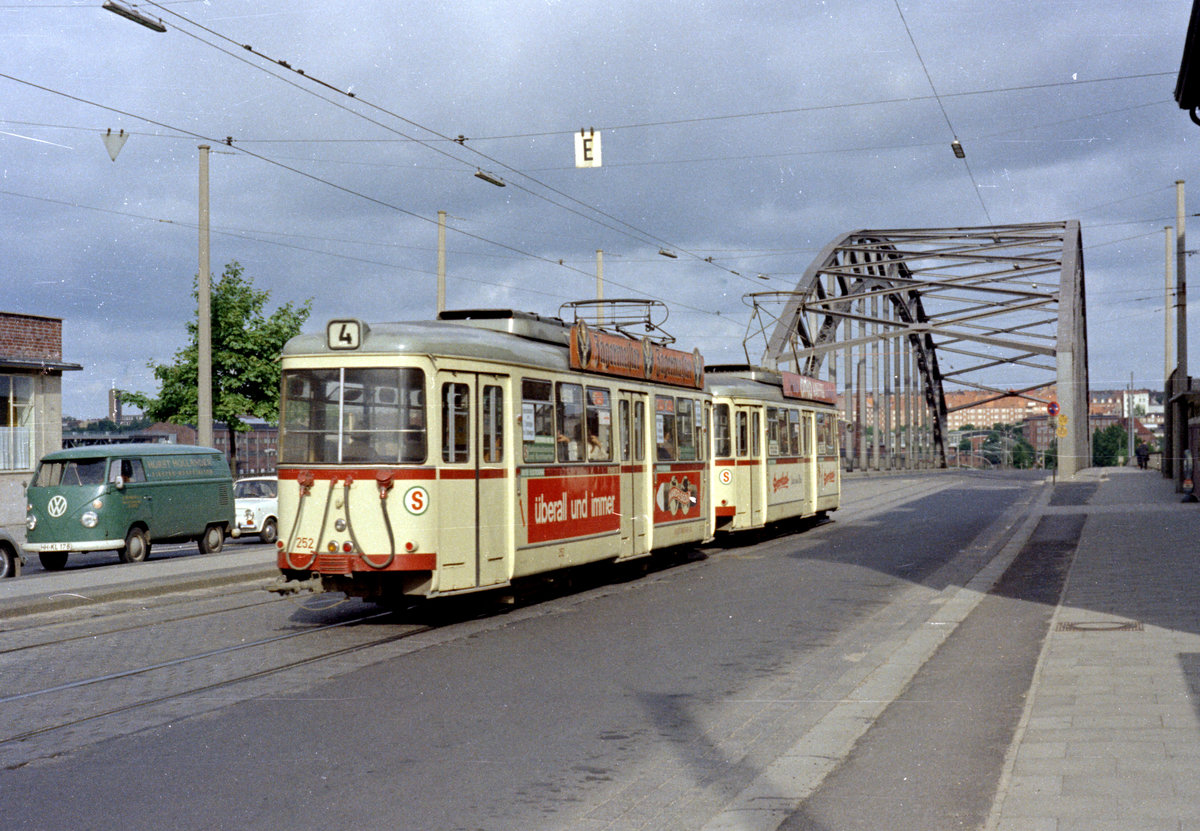
後方（1968年撮影）
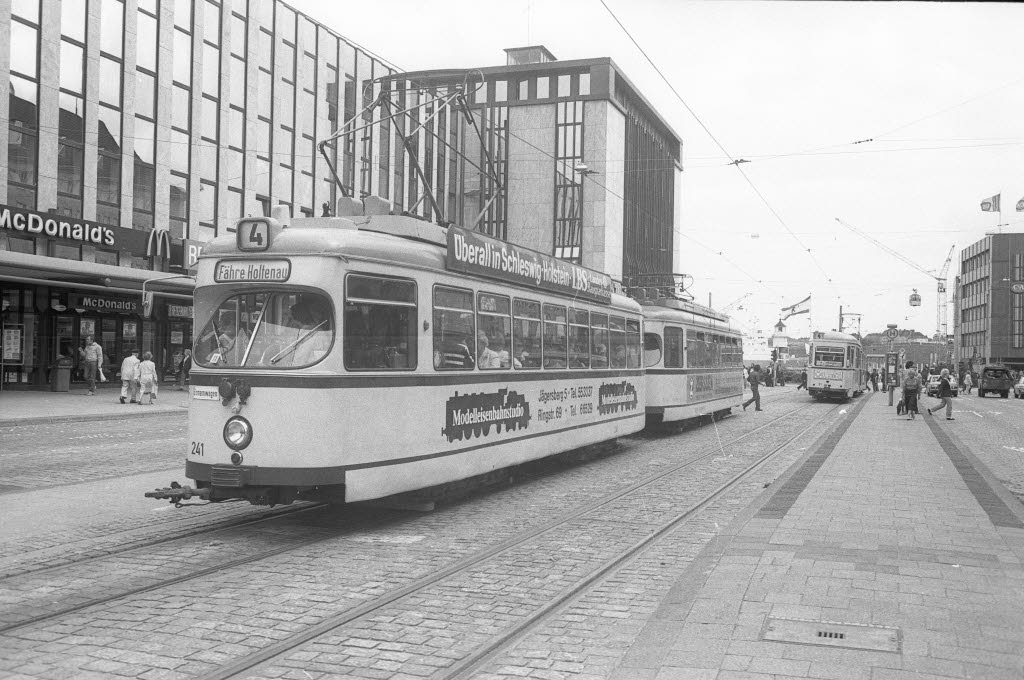
車体左側には乗降扉が存在しない（1981年撮影）
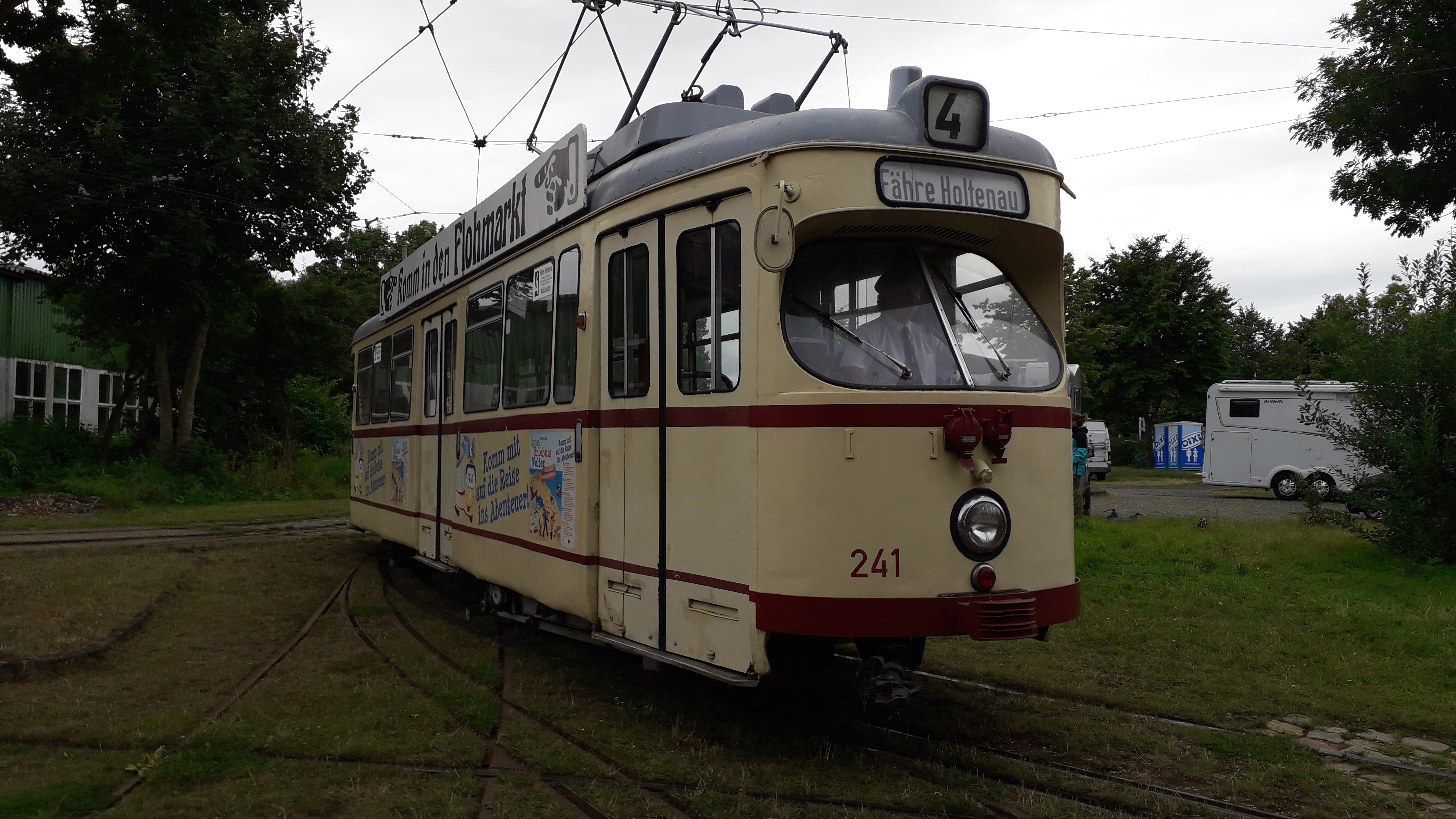
動態保存されている241（2021年撮影）

## 連接車
ボギー車に続き、1959年12月からは収容力を高めた片運転台式の2車体連接車の製造が始まり、1960年3月7日の営業運転開始を経て1961年までに15両（261 - 275）が導入された。製造費用は1両あたり225,000 ドイツマルクであった。主にキール市電の最混雑系統であった4号線で使用され、1967年からは信用乗車方式への対応工事が行われた。また、それに先立つ1964年からは改造工事が実施された戦前製の2軸付随車を後方に連結する運用が始まり、最大定員は238人を記録した。
キール市電廃止後、269がバート・エーンハウゼン動力技術博物館に譲渡されたが同博物館は2007年に閉鎖され、以降は他の収蔵品と共に放置されている。また、262についてはハノーファー路面電車博物館協会へ譲渡されたが、屋外での放置が続いた末1998年に解体され、座席をはじめとした一部の部品のみが現存している。

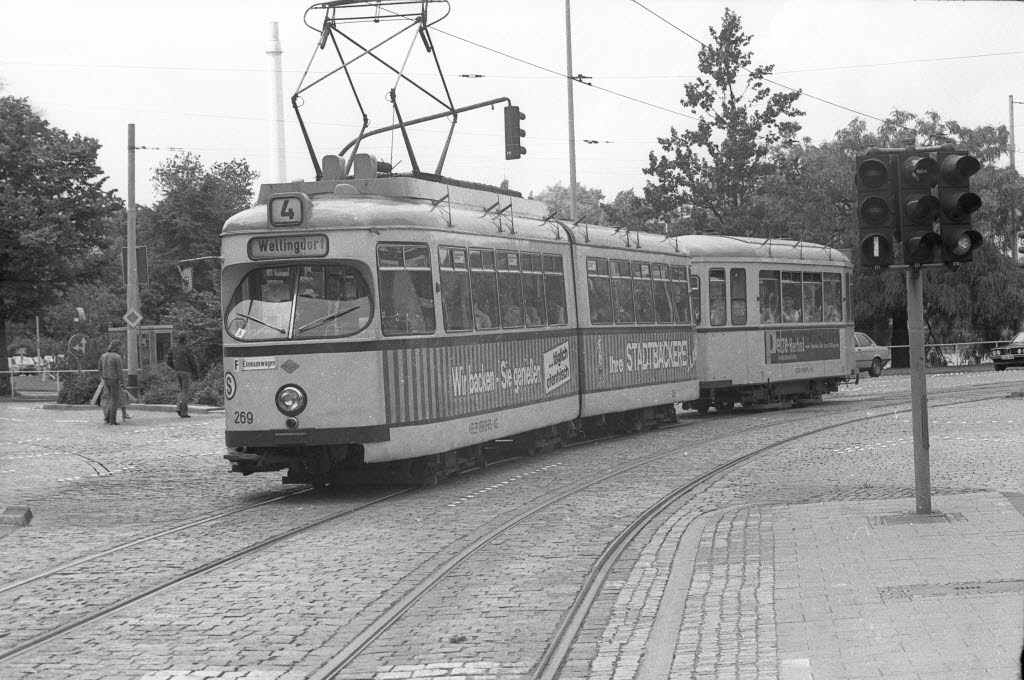
後方に2軸車を連結した2両編成（1981年撮影）
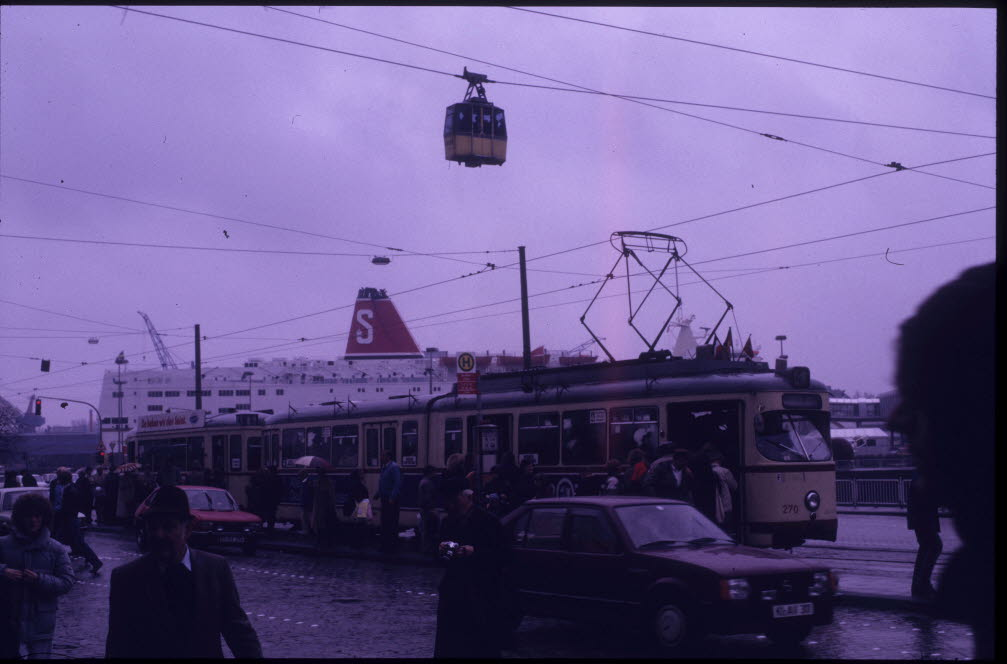
キール市電営業最終日の連接車＋2軸付随車（1985年撮影）